# برنارد الحكيم
برنارد الحكيم (باللاتينية: Bernardus Sapiens)‏ ويسمى أيضًا برنارد الراهب وبرنارد الحاج، كان راهبًا فرنجيًا من القرن التاسع (عاش حوالي 865 م). اشتهر برحلته حول البحر الأبيض المتوسط، حيث سافر عبر إيطاليا ومصر والأرض المقدسة وفرنسا.

## حياته
لا يُعرف سوى القليل عن حياة برنارد، انحدر الراهب الفرنجي من إقليم شامبانيا في فرنسا، وفيما بعد التحق بدير جبل القديس ميشيل في برطانية. يُعتقد أن برنارد قام برحلته ما بين عامي 865 و871.

## روابط خارجية
- The Itinerary of Bernard the Wise (translated by J.H. Bernard, Palestine Pilgrims' Text Society, London, 1893) (full text on archive.org)
- Itinerarium, Bernardi Monachi Franci (full text in Latin, in Itineria Hierosolymitana et Descriptiones Terrae Sanctae (Tobler, Titus and Augustus Moliner, eds., Geneva, 1879)